# Puymoyen
 Puymoyen  es una población y comuna francesa, en la región de Poitou-Charentes, departamento de Charente, en el distrito de Angoulême y cantón de La Couronne.

## Demografía
| 314 | 436 | 841 | 1573 | 2258 | 2305 |
| Para los censos de 1962 a 1999 la población legal corresponde a la población sin duplicidades (Fuente: INSEE [Consultar]) |     |     |      |      |      |